# Rożek (Gielniów)
Rożek – część miasta Gielniów, w Polsce, w województwie mazowieckim, w powiecie przysuskim, w gminie Gielniów.
W latach 1975–1998 miejscowość administracyjnie należała do województwa radomskiego.